# Eursinge (De Wolden)
Pour les articles homonymes, voir Eursinge.
Eursinge est un hameau néerlandais de la commune de De Wolden, situé dans la province de Drenthe. Le 1er janvier 2020, la population s'élevait à 60 habitants.